# Parides aeneas
Espèce
Parides  aeneas est une espèce d'insectes lépidoptères (papillons) de la famille des Papilionidae, de la sous-famille des Papilioninae, tribu des Troidini, sous-tribu des Troidina et du genre Parides.

## Dénomination
Parides aeneas a été décrit par le naturaliste suédois Carl von Linné en 1758 sous le nom de Papilio aeneas 

### Synonymie
- Papilio aeneas (Linné, 1758) protonyme

### Noms vernaculaires
Il se nomme « Voilier Énée ».

## Taxinomie
Parides  aeneas Sert de chef de file à un groupe de papillon qui porte son nom :
Groupe de l'aeneas
- Parides aeneas (Linné, 1758)
- Parides aglaope (Gray, 1852)
- Parides burchellanus (Westwood, 1872)
- Parides echemon (Hübner, 1813) ; présent en Guyane; Espèce type pour le genre
- Parides eurimedes (Stoll, 1782)
- Parides lysander (Cramer, 1775) ; présent en Guyane
- Parides neophilus (Geyer, 1837) ; présent en Guyane
- Parides orellana (Hewitson, 1852)
- Parides panthonus (Cramer, 1780) ; présent en Guyane
- Parides tros (Fabricius, 1793)
- Parides zacynthus (Fabricius, 1793)

### Liste des sous-espèces
- Parides aeneas aeneas (Linné, 1758) ; présent au Surinam et en Guyane

Synonymie pour cette sous-espèce
Papilio aeneides (Esper, 1788)
Parides gargasus (Hübner, 1819)
- Parides aeneas bolivar (Hewitson, 1850); présent en Équateur, en Colombie, au Brésil et au Pérou

Synonymie pour cette sous-espèce
Papilio bolivar (Hewitson, 1850)
Papilio aeneas foucheri (Le Moult, 1926)
- Parides aeneas damis (Rothschild & Jordan, 1906) ; présent dans le nord du Pérou

Synonymie pour cette sous-espèce
Papilio aeneas damis (Rothschild & Jordan, 1906)
- Parides aeneas didas (Brown & Lamas, 1994) ; présent au Surinam et en Guyane
- Parides aeneas gabrielensis (Bryk, 1953) ; présent au Brésil

Synonymie pour cette sous-espèce
Papilio aeneas gabrielensis (Bryk, 1953)
- Parides aeneas huallaga (Racheli, 1988) ; présent au Pérou
- Parides aeneas lamasi (Racheli, 1988 ; présent au Pérou
- Parides aeneas linoides (Brown & Lamas, 1994) ; présent au Brésil
- Parides aeneas locris (Rothschild & Jordan, 1906); présent en Bolivie

Synonymie pour cette sous-espèce
Papilio aeneas locris (Rothschild & Jordan, 1906)
- Parides aeneas lucasi (Brown & Lamas, 1994) ; présent en Guyane
- Parides aeneas marcius (Hübner, 1816) ; présent au Brésil

Synonymie pour cette sous-espèce
Princeps dominans marcius (Hübner, 1816)
- Parides aeneas opalinus (Butler, 1877) ; présent au Brésil

Synonymie pour cette sous-espèce
Papilio opalinus (Butler, 1877)
- Parides aeneas tucha (Racheli, 1988); présent au Pérou[9].

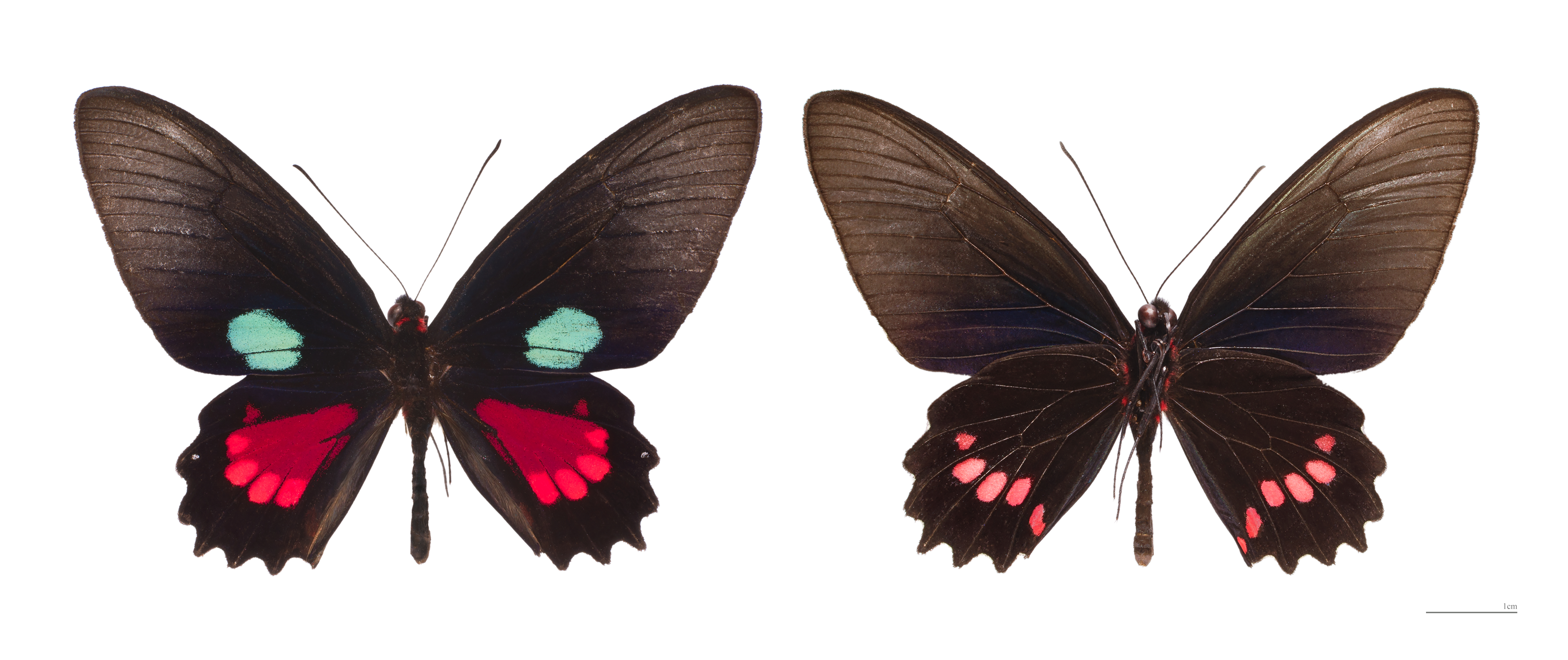
Parides aeneas didas ♂ - MHNT

## Description
Parides aeneas est un grand papillon marron iridescent, avec un grand dimorphisme sexuel, d'une envergure d'environ 70 mm pour les mâles 78 mm pour les femelles. Le mâle présente sur le dessus aux ailes antérieures une large tache verte et aux ailes postérieure une tache centrale rose vif, le revers est marron iridescent avec aux postérieures une ligne submarginale de taches. Les femelles sont  marron iridescent avec les ailes antérieures sont centrées d'une tache blanche à contours flous et aux postérieures une ligne submarginale de taches rose vif.

## Biologie

### Plantes hôtes
Les plantes hôtes de sa chenille sont des aristoloches, Aristolochia burchelli et Aristolochia barbata.

## Écologie et distribution
Il réside  au Surinam, en Guyane, en Équateur, en Colombie, en Bolivie, au Brésil et au Pérou.

### Biotope
Parides  aeneas réside près des fleuves, souvent en zone marécageuse.

### Protection
Pas de statut de protection particulier.